# DN3E
marker_image: RO Roadsign 3E.svg
DN3E este un drum național lung de 25 km, aflat în județul Călărași, care face legătura între Ceacu și Roseți.